# Helavadites obscurus
Helavadites obscurus är en skalbaggsart som först beskrevs av August Reichensperger 1939.  Helavadites obscurus ingår i släktet Helavadites och familjen stumpbaggar. Inga underarter finns listade i Catalogue of Life.